# Оскар (кинопремия, 1982)
54-я церемония вручения наград премии «Оскар» за заслуги в области кинематографа за 1981 год состоялась 29 марта 1982 года в Dorothy Chandler Pavilion (Лос-Анджелес, Калифорния). Номинанты были объявлены 11 февраля 1982 года.
В этом году была введена новая номинация — «Лучший грим».

## Фильмы, получившие несколько номинаций
| Фильм                                          | номинации | награды |
| ---------------------------------------------- | --------- | ------- |
| • Красные                                      | 12        | 3       |
| • На золотом озере                             | 10        | 3       |
| • Индиана Джонс: В поисках утраченного ковчега | 8         | 4 + 1   |
| • Рэгтайм                                      | 8         | -       |
| • Огненные колесницы                           | 7         | 4       |
| • Атлантик-Сити                                | 5         | -       |
| • Женщина французского лейтенанта              | 5         | -       |
| • Артур                                        | 4         | 2       |
| • Без злого умысла                             | 3         | -       |
| • Только когда я смеюсь / Only When I Laugh    | 3         | -       |
| • Гроши с неба / Pennies from Heaven           | 3         | -       |
| • Убийца дракона                               | 2         | -       |

## Список лауреатов и номинантов
★ Победители выделены отдельным цветом. 

### Основные категории
| Категории                         | Лауреаты и номинанты                                                                               | Лауреаты и номинанты                                                           |
| --------------------------------- | -------------------------------------------------------------------------------------------------- | ------------------------------------------------------------------------------ |
| Лучший фильм                      | ★ Огненные колесницы / Chariots of Fire (продюсер: Дэвид Паттнэм)                                  | ★ Огненные колесницы / Chariots of Fire (продюсер: Дэвид Паттнэм)              |
| Лучший фильм                      | • Атлантик-Сити / Atlantic City (продюсеры: Дени Эру и Джон Кемени)                                |                                                                                |
| Лучший фильм                      | • На золотом озере / On Golden Pond (продюсер: Брюс Гилберт)                                       |                                                                                |
| Лучший фильм                      | • Индиана Джонс: В поисках утраченного ковчега / Raiders of the Lost Ark (продюсер: Фрэнк Маршалл) |                                                                                |
| Лучший фильм                      | • Красные / Reds (продюсер: Уоррен Битти)                                                          |                                                                                |
| Лучший режиссёр                   | | ★ Уоррен Битти за фильм «Красные»                                              |
| Лучший режиссёр                   | • Луи Маль — «Атлантик-Сити»                                                                       |                                                                                |
| Лучший режиссёр                   | • Хью Хадсон — «Огненные колесницы»                                                                |                                                                                |
| Лучший режиссёр                   | • Марк Райделл — «На золотом озере»                                                                |                                                                                |
| Лучший режиссёр                   | • Стивен Спилберг — «Индиана Джонс: В поисках утраченного ковчега»                                 |                                                                                |
| Лучший актёр                      | | ★ Генри Фонда — «На золотом озере» (за роль Нормана Тэйера)                    |
| Лучший актёр                      | • Уоррен Битти — «Красные» (за роль Джона Рида)                                                    |                                                                                |
| Лучший актёр                      | • Берт Ланкастер — «Атлантик-Сити» (за роль Лу Паскаля)                                            |                                                                                |
| Лучший актёр                      | • Дадли Мур — «Артур» (за роль Артура Баха)                                                        |                                                                                |
| Лучший актёр                      | • Пол Ньюман — «Без злого умысла» (за роль Майкла Колина Галлахера)                                |                                                                                |
| Лучшая актриса                    | Кэтрин Хепбёрн                                                                                     | ★ Кэтрин Хепбёрн — «На золотом озере» (за роль Этэль Тэйер)                    |
| Лучшая актриса                    | Кэтрин Хепбёрн                                                                                     | • Дайан Китон — «Красные» (за роль Луизы Брайант)                              |
| Лучшая актриса                    | Кэтрин Хепбёрн                                                                                     | • Марша Мейсон — «Только когда я смеюсь» (за роль Джорджии Хайнц)              |
| Лучшая актриса                    | Кэтрин Хепбёрн                                                                                     | • Сьюзан Сарандон — «Атлантик-Сити» (за роль Сэлли Мэтьюз)                     |
| Лучшая актриса                    | Кэтрин Хепбёрн                                                                                     | • Мерил Стрип — «Женщина французского лейтенанта» (за роль Сары Вудраф / Анны) |
| Лучший актёр второго плана        | Джон Гилгуд                                                                                        | ★ Джон Гилгуд — «Артур» (за роль Хобсона)                                      |
| Лучший актёр второго плана        | Джон Гилгуд                                                                                        | • Джеймс Коко — «Только когда я смеюсь» (за роль Джимми Перрино)               |
| Лучший актёр второго плана        | Джон Гилгуд                                                                                        | • Иэн Холм — «Огненные колесницы» (за роль Сэма Муссабини)                     |
| Лучший актёр второго плана        | Джон Гилгуд                                                                                        | • Джек Николсон — «Красные» (за роль Юджина О’Нила)                            |
| Лучший актёр второго плана        | Джон Гилгуд                                                                                        | • Говард Э. Роллинз мл. — «Рэгтайм» (за роль Джона Колхауса Уокера мл.)        |
| Лучшая актриса второго плана      | | ★ Морин Стэплтон — «Красные» (за роль Эммы Гольдман)                           |
| Лучшая актриса второго плана      | • Мелинда Диллон — «Без злого умысла» (за роль Терезы Перрон)                                      |                                                                                |
| Лучшая актриса второго плана      | • Джейн Фонда — «На золотом озере» (за роль Челси Тэйер Уэйн)                                      |                                                                                |
| Лучшая актриса второго плана      | • Джоан Хакетт — «Только когда я смеюсь» (за роль Тоби Ландау)                                     |                                                                                |
| Лучшая актриса второго плана      | • Элизабет Макговерн — «Рэгтайм» (за роль Эвелин Несбит)                                           |                                                                                |
| Лучший оригинальный сценарий      | ★ Колин Уэлланд — «Огненные колесницы»                                                             | ★ Колин Уэлланд — «Огненные колесницы»                                         |
| Лучший оригинальный сценарий      | • Курт Людтке — «Без злого умысла»                                                                 |                                                                                |
| Лучший оригинальный сценарий      | • Стив Гордон — «Артур»                                                                            |                                                                                |
| Лучший оригинальный сценарий      | • Джон Гуар — «Атлантик-Сити»                                                                      |                                                                                |
| Лучший оригинальный сценарий      | • Уоррен Битти и Тревор Гриффитс — «Красные»                                                       |                                                                                |
| Лучший адаптированный сценарий    | ★ Эрнест Томпсон — «На золотом озере» (по одноимённой пьесе автора)                                | ★ Эрнест Томпсон — «На золотом озере» (по одноимённой пьесе автора)            |
| Лучший адаптированный сценарий    | • Гарольд Пинтер — «Женщина французского лейтенанта» (по одноимённому роману Джона Фаулза)         |                                                                                |
| Лучший адаптированный сценарий    | • Дэннис Поттер — «Гроши с неба» (на основе сценария автора для одноимённого телесериала)          |                                                                                |
| Лучший адаптированный сценарий    | • Джей Прессон Аллен и Сидни Люмет — «Принц города» (по одноимённому роману Роберта Дейли)         |                                                                                |
| Лучший адаптированный сценарий    | • Майкл Уэллер — «Рэгтайм» (по одноимённому роману Эдгара Лоуренса Доктороу)                       |                                                                                |
| Лучший фильм на иностранном языке | ★ Мефисто / Mephisto (Венгрия) реж. Иштван Сабо                                                    | ★ Мефисто / Mephisto (Венгрия) реж. Иштван Сабо                                |
| Лучший фильм на иностранном языке | • Полная лодка / Das Boot ist voll (Швейцария) реж. Маркус Имхоф                                   |                                                                                |
| Лучший фильм на иностранном языке | • Человек из железа / Człowiek z żelaza (Польша) реж. Анджей Вайда                                 |                                                                                |
| Лучший фильм на иностранном языке | • Мутная река / 泥の河 (Doro no kawa) (Япония) реж. Кохэй Огури                                    |                                                                                |
| Лучший фильм на иностранном языке | • Три брата / Tre fratelli (Италия) реж. Франческо Рози                                            |                                                                                |

### Другие категории
| Категории                                    | Лауреаты и номинанты | Лауреаты и номинанты |
| -------------------------------------------- | --- | --- |
| Лучшая музыка: Оригинальный саундтрек        | Вангелис | ★ Вангелис — «Огненные колесницы» |
| Лучшая музыка: Оригинальный саундтрек        | Вангелис | • Алекс Норт — «Убийца дракона» |
| Лучшая музыка: Оригинальный саундтрек        | Вангелис | • Дэйв Грузин — «На золотом озере»                                                                                                   |
| Лучшая музыка: Оригинальный саундтрек        | Вангелис | • Рэнди Ньюман — «Рэгтайм» |
| Лучшая музыка: Оригинальный саундтрек        | Вангелис | • Джон Уильямс — «Индиана Джонс: В поисках утраченного ковчега»                                                                      |
| Лучшая песня к фильму                        | ★ Arthur's Theme (Best That You Can Do) — «Артур» — музыка и слова: Берт Бакарак, Кэрол Байер-Сейджер, Кристофер Кросс и Питер Аллен                                                | ★ Arthur's Theme (Best That You Can Do) — «Артур» — музыка и слова: Берт Бакарак, Кэрол Байер-Сейджер, Кристофер Кросс и Питер Аллен |
| Лучшая песня к фильму                        | • Endless Love — «Бесконечная любовь» — музыка и слова: Лайонел Ричи | |
| Лучшая песня к фильму                        | • The First Time It Happens — «Большое ограбление Маппетов» — музыка и слова: Джо Рапосо                                                                                            | |
| Лучшая песня к фильму                        | • For Your Eyes Only — «Только для ваших глаз» — музыка: Билл Конти, слова: Майкл Лисон                                                                                             | |
| Лучшая песня к фильму                        | • One More Hour — «Рэгтайм» — музыка и слова: Рэнди Ньюман | |
| Лучший монтаж                                | ★ Майкл Кан — «Индиана Джонс: В поисках утраченного ковчега» | ★ Майкл Кан — «Индиана Джонс: В поисках утраченного ковчега»                                                                         |
| Лучший монтаж                                | • Терри Роулингс — «Огненные колесницы» | |
| Лучший монтаж                                | • Джон Блум — «Женщина французского лейтенанта» | |
| Лучший монтаж                                | • Роберт Л. Вульф (посмертно) — «На золотом озере» | |
| Лучший монтаж                                | • Диди Аллен, Крейг Маккей — «Красные» | |
| Лучшая операторская работа                   | Витторио Стораро | ★ Витторио Стораро — «Красные» |
| Лучшая операторская работа                   | Витторио Стораро | • Алекс Томсон — «Экскалибур» |
| Лучшая операторская работа                   | Витторио Стораро | • Билли Уильямс — «На золотом озере»                                                                                                 |
| Лучшая операторская работа                   | Витторио Стораро | • Мирослав Ондржичек — «Рэгтайм» |
| Лучшая операторская работа                   | Витторио Стораро | • Дуглас Слокомб — «Индиана Джонс: В поисках утраченного ковчега»                                                                    |
| Лучшая работа художника                      | ★ Норман Рейнольдс, Лесли Дилли (постановщики), Майкл Форд (декоратор) — «Индиана Джонс: В поисках утраченного ковчега»                                                             | ★ Норман Рейнольдс, Лесли Дилли (постановщики), Майкл Форд (декоратор) — «Индиана Джонс: В поисках утраченного ковчега»              |
| Лучшая работа художника                      | • Эсшетон Гортон (постановщик), Энн Молло (декоратор) — «Женщина французского лейтенанта»                                                                                           | |
| Лучшая работа художника                      | • Тамби Ларсен (постановщик), Джеймс Л. Берки (декоратор) — «Врата рая» | |
| Лучшая работа художника                      | • Джон Грэйсмарк, Патриция Фон Бранденстайн, Тони Ридинг (постановщики), Джордж ДеТитта ст., Джордж ДеТитта мл., Питер Хоуитт (декораторы) — «Рэгтайм»                              | |
| Лучшая работа художника                      | • Ричард Силберт (постановщик), Майкл Сейртон (декоратор) — «Красные» | |
| Лучший дизайн костюмов                       | | ★ Милена Канонеро — «Огненные колесницы»                                                                                             |
| Лучший дизайн костюмов                       | • Том Рэнд — «Женщина французского лейтенанта» | |
| Лучший дизайн костюмов                       | • Боб Маки — «Гроши с неба» | |
| Лучший дизайн костюмов                       | • Анна Хилл Джонстоун — «Рэгтайм» | |
| Лучший дизайн костюмов                       | • Ширли Расселл — «Красные» | |
| Лучший звук                                  | ★ Билл Варни, Стив Маслоу, Грегг Ландакер, Рой Чарман — «Индиана Джонс: В поисках утраченного ковчега»                                                                              | ★ Билл Варни, Стив Маслоу, Грегг Ландакер, Рой Чарман — «Индиана Джонс: В поисках утраченного ковчега»                               |
| Лучший звук                                  | • Ричард Портман, Дэвид М. Ронн — «На золотом озере» | |
| Лучший звук                                  | • Джон Уилкинсон, Роберт У. Гласс мл., Роберт Тёрлуэлл, Робин Грегори — «Чужбина»                                                                                                   | |
| Лучший звук                                  | • Майкл Дж. Кохут, Джей М. Хардинг, Ричард Тайлер, Эл Овертон мл. — «Гроши с неба»                                                                                                  | |
| Лучший звук                                  | • Дик Ворисек, Том Флайшмен, Саймон Кэй — «Красные» | |
| Лучшие визуальные эффекты                    | ★ Ричард Эдланд, Кит Уэст, Брюс Николсон, Джо Джонстон — «Индиана Джонс: В поисках утраченного ковчега»                                                                             | ★ Ричард Эдланд, Кит Уэст, Брюс Николсон, Джо Джонстон — «Индиана Джонс: В поисках утраченного ковчега»                              |
| Лучшие визуальные эффекты                    | • Деннис Мьюрен, Фил Типпетт, Кен Ралстон, Брайан Джонсон — «Убийца дракона» | |
| Лучший грим                                  | ★ Рик Бейкер — «Американский оборотень в Лондоне» | ★ Рик Бейкер — «Американский оборотень в Лондоне»                                                                                    |
| Лучший грим                                  | • Стэн Уинстон — «Побег роботов» | |
| Лучший документальный полнометражный фильм   | ★ Геноцид / Genocide (продюсеры: Арнольд Шварцман и Марвин Хиер) | ★ Геноцид / Genocide (продюсеры: Арнольд Шварцман и Марвин Хиер)                                                                     |
| Лучший документальный полнометражный фильм   | • Против ветра и течения: Одиссея Кубана / Against Wind and Tide: A Cuban Odyssey (продюсеры: Сюзанна Бауман, Пол Нешамкин и Джим Барроуз)                                          | |
| Лучший документальный полнометражный фильм   | • Бруклинский мост / Brooklyn Bridge (продюсер: Кен Бёрнс) | |
| Лучший документальный полнометражный фильм   | • Восемь минут до полуночи: Портрет доктора Хелен Калдикотт / Eight Minutes to Midnight: A Portrait of Dr. Helen Caldicott (продюсеры: Мэри Бенжамин, Сюзанна Симпсон и Бойд Эстас) | |
| Лучший документальный полнометражный фильм   | • Сальвадор: Ещё один Вьетнам / El Salvador: Another Vietnam (продюсеры: Гленн Силбер и Тете Васконеллос)                                                                           | |
| Лучший документальный короткометражный фильм | ★ Скрытая гармония / Close Harmony (продюсер: Найджел Ноубл) | ★ Скрытая гармония / Close Harmony (продюсер: Найджел Ноубл)                                                                         |
| Лучший документальный короткометражный фильм | • Американцы в переходном периоде / Americas in Transition (продюсер: Оби Бенц) | |
| Лучший документальный короткометражный фильм | • Путешествие чтобы выжить / Journey for Survival (продюсер: Дик Янг) | |
| Лучший документальный короткометражный фильм | • Смотри что я говорю / See What I Say (продюсеры: Линда Чэпман, Пэм ЛеБланк и Фредди Стивенс)                                                                                      | |
| Лучший документальный короткометражный фильм | • Призыв к возрождению / Urge to Build (продюсеры: Roland Hallé и Джон Хувер) | |
| Лучший игровой короткометражный фильм        | ★ Фиалка / Violet (продюсеры: Пол Кемп и Шелли Левинсон) | ★ Фиалка / Violet (продюсеры: Пол Кемп и Шелли Левинсон)                                                                             |
| Лучший игровой короткометражный фильм        | • Куплес и Робберс / Couples and Robbers (продюсер: Christine Oestreicher) | |
| Лучший игровой короткометражный фильм        | • Первая зима / First Winter (продюсер: Джон Н. Смит) | |
| Лучший анимационный короткометражный фильм   | ★ Крэк / Crac (продюсер: Фредерик Бак) | ★ Крэк / Crac (продюсер: Фредерик Бак)                                                                                               |
| Лучший анимационный короткометражный фильм   | • Творение / The Creation (продюсер: Уилл Винтон) | |
| Лучший анимационный короткометражный фильм   | • Трогательные сказки о Золушке / The Tender Tale of Cinderella Penguin (продюсер: Джанет Перлман)                                                                                  | |

### Специальные награды
| Награда                                                         | Лауреаты |
| --------------------------------------------------------------- | --- |
| Премия за особые достижения                                     | ★ Бен Бёртт, Ричард Л. Андерсон — «Индиана Джонс: В поисках утраченного ковчега» — за монтаж звуковых эффектов                                                                     |
| Премия за выдающиеся заслуги в кинематографе (Почётный «Оскар») | ★ Барбара Стэнвик — за её великолепное творчество и уникальный вклад в искусство актёрской игры. (for superlative creativity and unique contribution to the art of screen acting.) |
| Награда имени Ирвинга Тальберга                                 | ★ Альберт Р. Брокколи |
| Награда имени Джина Хершолта                                    | ★ Дэнни Кей |
| Награда имени Гордона Сойера                                    | ★ Джозеф Уолкер |

## Научно-технические награды
| Категории                        | Лауреаты |
| -------------------------------- | --- |
| Academy Award of Merit           | • Fuji Photo Film Co. Ltd. — за исследования, разработку и внедрение в производство новой высокоскоростной цветной негативной плёнки для киносъёмок. |
| Scientific and Engineering Award | • Нельсон Тайлер — за прогрессивное развитие и совершенствование платформы кинокамер Tyler Helicopter. |
| Scientific and Engineering Award | • Леонард Соколов, Говард Т. Лазар — за концепцию и дизайн (Соколов) и разработку (Лазар) средства просмотра кинофильмов Stroboscan от Consolidated Film Industries. |
| Scientific and Engineering Award | • Ричард Эдланд (Industrial Light and Magic, Inc.) — за концепцию и проектирование светоделительного оптического композитного кинопринтера. |
| Scientific and Engineering Award | • Ричард Эдланд (Industrial Light and Magic, Inc.) — за разработку системы кинокамер Empire. |
| Scientific and Engineering Award | • Эдвард Дж. Бласко, Родерик Т. Райан (Eastman Kodak Company) — за применение процессора Prostar Microfilm Processor для создания титров к фильмам и создания специальных оптических эффектов. (for the application of the Prostar Microfilm Processor for motion picture title and special optical effects production.) |
| Technical Achievement Award      | • Хэл Ландакер, Алан Ландакер — за концепцию (Х. Ландакер) и разработку (А. Д. Ландакер) 24-кадровой цветной видеосистемы производственного отдела звукозаписи Burbank Studios. |
| Technical Achievement Award      | • Билл Хоган (Ruxton, Ltd), Ричард Дж. Штумпф, Дэниел Р. Брюэр (звуковой отдел Universal City Studios) — за разработку 24-кадровой цветной видеосистемы. |
| Technical Achievement Award      | • Джон Демут — за проектирование 24-кадровой видеосистемы. |
| Technical Achievement Award      | • Эрнст Ф. Неттман (Continental Camera Systems, Inc.) — за разработку качкового объектива для киносъемки. |
| Technical Achievement Award      | • Билл Тейлор (Universal City Studios) — за концепцию и технические характеристики двухформатного оптического принтера с вращающейся головкой и аэрофотоснимком. |
| Technical Achievement Award      | • Питер Паркс (Oxford Scientific Films) — за разработку устройства микрокосмического масштабирования OSF для микроскопической фотографии. |
| Technical Achievement Award      | • Луис Станкевич (посмертно), Эйч. Л. Блэкфорд — за разработку звукоизоляционных материалов Baryfol. |
| Technical Achievement Award      | • Деннис Мьюрен, Стюарт Зифф (Industrial Light and Magic, Inc.) — за разработку Motion Picture Figure Mover для анимационной фотографии. (for the development of a Motion Picture Figure Mover for animation photography.)                                                                                               |

## Рекорды церемонии
- Генри Фонда в возрасте 76 лет стал самым пожилым лауреатом в номинации «Лучшая мужская роль».